# Collegi di Saint Omer, Bruges e Liegi
I Collegi di Saint Omer, Bruges e Liegi furono istituzioni educative della Chiesa cattolica sul continente europeo, destinate alla formazione degli studenti britannici e gestite dai gesuiti.
Inizialmente, nel 1593, il gesuita, padre Robert Parsons fondò il Collegio di Saint-Omer, nell'Artois (Francia), in territorio allora dei Paesi Bassi spagnoli. Con la soppressione della Compagnia di Gesù, il collegio di Saint-Omer si trasferì, nel 1762, dapprima a Bruges e undici anni dopo a Liegi, prima di sistemarsi definitivamente a Stonyhurst, nel Lancashire (Inghilterra), presso Clitheroe, divenendo Stonyhurst College.

## Fondazione

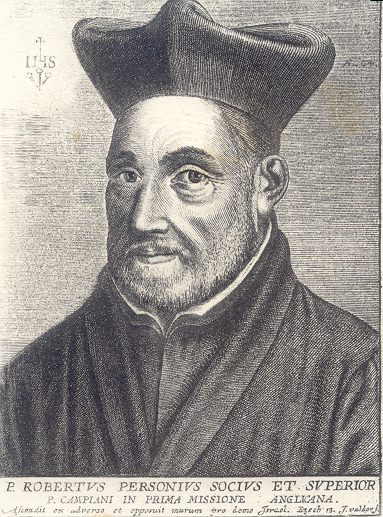
padre Robert Parsons

Durante il regno di Elisabetta I la formazione cattolica dei giovani in Inghilterra era reato. Pertanto la Chiesa cattolica creò numerosi collegi nell'Europa continentale per sopperire a questo problema, a Douai, in Francia, a Roma ed a Valladolid, in Spagna. Tuttavia questi erano prevalentemente destinati alla formazione di sacerdoti. In particolare quello di Douai era associate alla facoltà di teologia dell'Università locale. Padre Robert Parsons fu determinante nella fondazione del Collegio inglese di Valladolid, ma si era reso conto della necessità di una scuola anche per i laici inglesi. Fu scelta Saint-Omer, in quanto piuttosto vicina all'Inghilterra (24 miglia la separano da Calais), e si trovava sotto il dominio spagnolo come parte delle Fiandre. Era inoltre vicino anche all'Università di Douai, dove era stata stampata e pubblicata la Bibbia di Douay-Rheims.
Il collegio venne fondato inizialmente con il nome di Collegio gesuita di Saint Omer nel 1593 (sebbene una tradizione alternativa colloca la data di fondazione un anno prima). Nel 1599 esso ottenne la protezione diretta del re di Spagna Filippo III. Dopo un periodo iniziale di crescita e prosperità, i disordini provocati dalla guerra civile inglese determinarono una forte contrazione nel numero di allievi, che, nel momento peggiore (1645), si erano ridotti a 24. Non appena tornò la stabilità in Inghilterra, l'attività del collegio tornò a rifiorire.

## Il dominio francese
Saint Omer e gran parte della provincia dell'Artois venne ceduta alla Francia nel 1658, ma la monarchia francese fu altrettanto favorevole al collegio, quanto lo era stata quella spagnola. All'inizio del XVIII secolo due incendi devastarono la città e l'università. Ogni volta tuttavia il Collegio fu ricostruito ed ampliato. Il fabbricato della seconda ricostruzione, avvenuta negli anni 1720, rimase utilizzabile fino al XX secolo, utilizzato qui come ospedale militare nella prima Guerra mondiale.
Il collegiò godette il suo maggior periodo di prosperità tra il 1720 e il 1762. Durante tutto il tempo in cui era richiesto un giuramento di formale adesione alla Chiesa Anglicana per poter frequentare le Università di Oxford e di Cambridge, esso fornì un avanzato livello di formazione a numerosi cattolici inglesi. Poiché i collegi fondati nelle colonie nordamericane erano legati alla Chiesa Anglicana, le famiglie cattoliche ivi residenti inviavano i loro figli a Saint Omer per la formazione.

## Bruges, Liegi, Stonyhurst

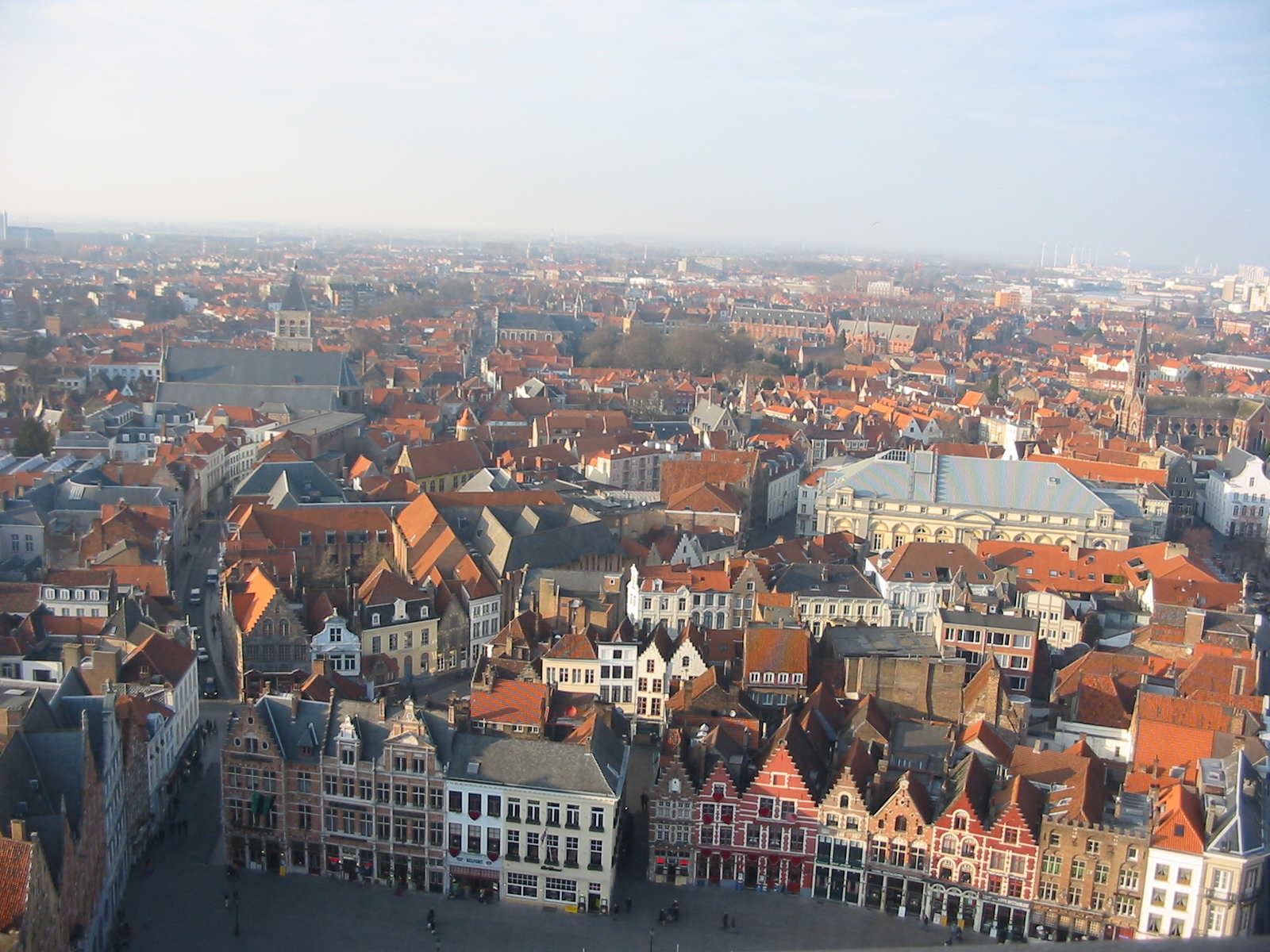
Bruges.

Nel 1762 i gesuiti vennero formalmente espulsi dalla Francia ed ebbe inizio il declino del collegio, che giunse fino alla sua estinzione. La facoltà gesuita e molti studenti fuggirono in Belgio, prima a Bruges e poi a Liegi, ove godettero della protezione del principe-vescovo di Liegi dal 1773.
Re Luigi XV fece continuare l'attività del collegio, sotto la guida del clero secolare ma con la soppressione della Compagnia di Gesù in tutta Europa, avvenuta nel 1773, questo sistema duale ebbe termine ed il collegio non recuperò più la sua importanza.

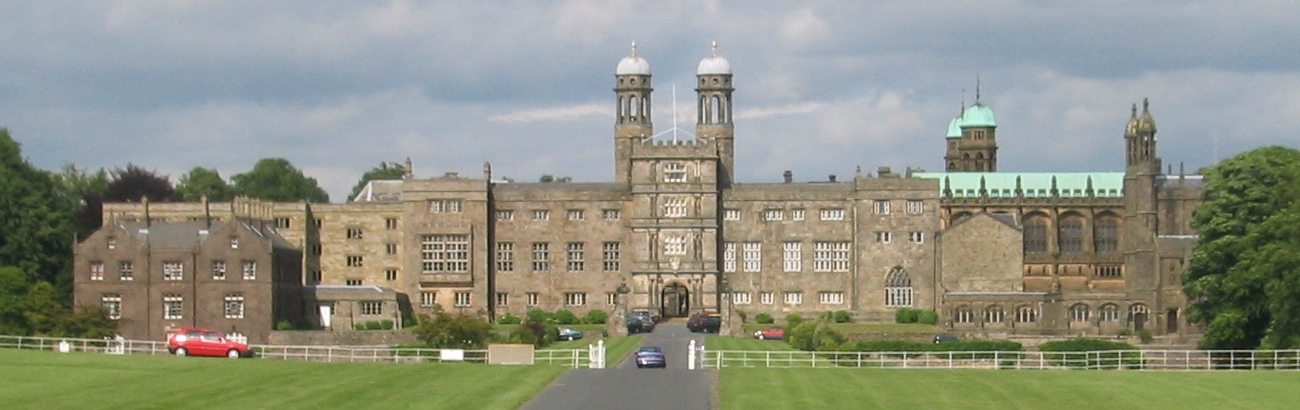
Il Collegio di Stonyhurst.

Con la rivoluzione francese e la dichiarazione di guerra alla Francia da parte del Regno Unito del 1793, l'attività del collegio di Saint Omer cessò definitivamente.
I membri della facoltà inglese e gli studenti furono imprigionati fino al 1795. Intanto le leggi penali e le conseguenti discriminazioni nei confronti della formazione cattolica mutarono e alcuni membri della direzione del collegio con la maggior parte dei 100 studenti rimasti si trasferirono in Inghilterra per evitare la guerra sul continente. Un ex studente, Thomas Weld, donò una fattoria e terreni a Stonyhurst, nel Lancashire. Risorse così sulle ceneri dell'antico collegio di Saint Omer, ma sul suolo inglese, il Collegio di Stonyhurst, che continua ancor oggi la tradizione del medesimo. Sul luogo ove sorgeva a Saint-Omer l'antico collegio, sorge ora il Liceo Alexandre Ribot.

## Rettori e Superiori
Elenco di coloro che diressero il Collegio dalla sua fondazione fino al trasferimento in Inghilterra. Marmaduke Stone, ultimo Presidente di Liegi, fu anche il primo Presidente del Collegio di Stonyhurst e ripristinò la Compagnia di Gesù in Gran Bretagna nel 1803 a Stonyhurst.
St Omer (1593–1762)
Superiori
William Flack SJ (1593-1594)
Rettori
Jean Foucart SJ (1594-1601)
Gilles Schoondonck SJ (1601-1617)
Philippe Dentiers SJ (1617-1621)
William Baldwin SJ (1621-1632)
Thomas Worsley SJ (1632-1637)
Thomas Port SJ (1637-1646)
Edward Courtney SJ (1646-1649)
Henry More SJ (1649-1660)
Richard Barton SJ (1660-1669)
Thomas Cary SJ (1669-1672)
Richard Ashby SJ (1672-1679)
Thomas Stapleton SJ (1679-1683)
John Warner SJ (1683-1688)
Michael Constable SJ (1688-1693)
Edward Petre SJ (1693-1697)
William Walton SJ (1697-1701)
Henry Humberston SJ (1701-1705)
Edward Slaughter SJ (1705-1709)
Richard Plowden SJ (1709-1712)
Louis Sabran SJ (1712-1715)
Francis Powell SJ (1715-1720)
William Darell SJ (1720-1721)
John Turberville SJ (1721-1722)
James Gooden SJ (1722-1725)
Richard Plowden SJ (1725-1728)
Richard Hyde SJ (1728-1731)
Thomas Eccleston SJ (1731-1737)
Marmaduke Constable SJ (1737-1739)
Percy Plowden SJ (1739-1742)
Richard Hyde SJ (1742-1745)
Charles Wells SJ (1745-1748)
Nathaniel Elliott SJ (1748-1752)
John Darell SJ (1752-1759)
Francis Scarisbrick SJ (1759-1762)
Bruges (1762–1773)
Nathaniel Elliott SJ (1762-1766)
Thomas Lawson SJ (1766-1769)
Thomas Stanley SJ (1769-1772)
Thomas Angier SJ (1772-1773)
Liegi (1773–1794)
Direttori
John Howard SJ (1773-1783)
Presidenti
William Strickland SJ (1783-1790)
Marmaduke Stone SJ (1790-1794)